# Großer Preis von Brasilien 1977
Der Große Preis von Brasilien 1977 (offiziell VI Grande Prêmio do Brasil) fand am 23. Januar auf dem Autódromo José Carlos Pace in São Paulo statt und war das zweite Rennen der Automobil-Weltmeisterschaft 1977.

## Berichte

### Hintergrund
Die meisten Teams blieben während der zwei Wochen, die zwischen dem Großen Preis von Argentinien und dem zweiten WM-Lauf der Saison lagen, in Südamerika, sodass ein nahezu unverändertes Teilnehmerfeld in São Paulo antrat.
Die einzige Veränderung war das Comeback des B.R.M.-Teams mit Larry Perkins als Fahrer.
Mario Andretti bestritt seinen 50. Grand Prix.

### Training
James Hunt sicherte sich wie schon in Argentinien die Pole-Position, teilte sich die erste Startreihe allerdings diesmal mit Carlos Reutemann. Es folgte Andretti im Lotus 78 neben Hunts McLaren-Teamkollege Jochen Mass. Carlos Pace auf Brabham und Tyrrell-Pilot Patrick Depailler bildeten die dritte Reihe.
Niki Lauda qualifizierte sich aufgrund technischer Probleme nur für den 13. Startplatz. Jody Scheckter, der den ersten Saisonlauf gewonnen hatte, musste vom 15. Rang aus ins Rennen gehen.

### Rennen
Durch einen Frühstart, der nicht bestraft wurde, ging Pace während der ersten Runde in Führung vor Reutemann, Hunt und Mass.
Hunt, der kurz zuvor Reutemann überholt hatte, übernahm in der achten Runde die Spitzenposition von Pace. Bei diesem Überholmanöver kam es zu einer leichten Berührung der beiden Fahrzeuge, die für Hunt folgenlos blieb. Pace hingegen musste zwecks Reparaturen die Box ansteuern.
In der 13. Runde verunglückte Mass. Im Zuge dessen gerieten Teile eines Fangzauns auf die Strecke. Clay Regazzoni kollidierte damit. Ronnie Peterson konnte ebenfalls nicht rechtzeitig ausweichen, woraufhin beide Piloten ausschieden. Unterdessen führte Hunt vor Reutemann und Andretti, der jedoch in der 20. Runde aufgrund von Elektrikproblemen ausschied. Dadurch übernahm Tom Pryce den dritten Rang vor John Watson und Jacques Laffite.
Begünstigt durch den Umstand, dass Hunt Reifenprobleme bekam, ging Reutemann in der 23. Runde in Führung. Hunt steuerte daraufhin unverzüglich die Boxen an und ließ neue Reifen montieren. Die Zeit, die er dadurch verlor, holte er anschließend schnell wieder auf, wobei er Lauda und Watson überholte.
In der 31. Runde verunglückte Hans Binder. Ihm folgten Depailler, Pace, Watson und Laffite, die jeweils mit den am Streckenrand abgestellten verunfallten Fahrzeugen kollidierten. Durch einen Motorschaden am Fahrzeug von Pryce gelangte Hunt letztendlich auf den zweiten Rang vor Lauda und Emerson Fittipaldi, der bereits zum zweiten Mal in Folge den vierten Rang belegte, was das bis dato beste Ergebnis des Copersucar-Fittipaldi-Teams darstellte.

## Meldeliste
| Team                            | Nr. | Fahrer             | Chassis         | Motor                     | Reifen |
| ------------------------------- | --- | ------------------ | --------------- | ------------------------- | ------ |
| Marlboro Team McLaren           | 01  | James Hunt         | McLaren M23     | Ford Cosworth DFV 3.0 V8  | G      |
| Marlboro Team McLaren           | 02  | Jochen Mass        | McLaren M23     | Ford Cosworth DFV 3.0 V8  | G      |
| Elf Team Tyrrell                | 03  | Ronnie Peterson    | Tyrrell P34     | Ford Cosworth DFV 3.0 V8  | G      |
| Elf Team Tyrrell                | 04  | Patrick Depailler  | Tyrrell P34     | Ford Cosworth DFV 3.0 V8  | G      |
| John Player Team Lotus          | 05  | Mario Andretti     | Lotus 78        | Ford Cosworth DFV 3.0 V8  | G      |
| John Player Team Lotus          | 06  | Gunnar Nilsson     | Lotus 78        | Ford Cosworth DFV 3.0 V8  | G      |
| Martini Racing                  | 07  | John Watson        | Brabham BT45    | Alfa Romeo 115-12 3.0 F12 | G      |
| Martini Racing                  | 08  | Carlos Pace        | Brabham BT45    | Alfa Romeo 115-12 3.0 F12 | G      |
| Hollywood March Racing          | 09  | Alex Ribeiro       | March 761B      | Ford Cosworth DFV 3.0 V8  | G      |
| Team Rothmans International     | 10  | Ian Scheckter      | March 761B      | Ford Cosworth DFV 3.0 V8  | G      |
| Scuderia Ferrari SpA SEFAC      | 11  | Niki Lauda         | Ferrari 312T2   | Ferrari 015 3.0 F12       | G      |
| Scuderia Ferrari SpA SEFAC      | 12  | Carlos Reutemann   | Ferrari 312T2   | Ferrari 015 3.0 F12       | G      |
| Rotary Watches Stanley B.R.M.   | 14  | Larry Perkins      | BRM P207        | BRM P202 3.0 V12          | G      |
| Shadow Racing Team              | 16  | Tom Pryce          | Shadow DN8      | Ford Cosworth DFV 3.0 V8  | G      |
| Shadow Racing Team              | 17  | Renzo Zorzi        | Shadow DN5B     | Ford Cosworth DFV 3.0 V8  | G      |
| Durex Team Surtees              | 18  | Hans Binder        | Surtees TS19    | Ford Cosworth DFV 3.0 V8  | G      |
| Beta Team Surtees               | 19  | Vittorio Brambilla | Surtees TS19    | Ford Cosworth DFV 3.0 V8  | G      |
| Walter Wolf Racing              | 20  | Jody Scheckter     | Wolf WR1        | Ford Cosworth DFV 3.0 V8  | G      |
| Team Tissot Ensign with Castrol | 22  | Clay Regazzoni     | Ensign N177     | Ford Cosworth DFV 3.0 V8  | G      |
| Ligier Gitanes                  | 26  | Jacques Laffite    | Ligier JS7      | Matra MS76 3.0 V12        | G      |
| Copersucar-Fittipaldi           | 28  | Emerson Fittipaldi | Copersucar FD04 | Ford Cosworth DFV 3.0 V8  | G      |
| Copersucar-Fittipaldi           | 29  | Ingo Hoffmann      | Copersucar FD04 | Ford Cosworth DFV 3.0 V8  | G      |

## Klassifikationen

### Startaufstellung
| Pos. | Fahrer             | Konstrukteur       | Zeit    | Ø-Geschwindigkeit | Start |
| ---- | ------------------ | ------------------ | ------- | ----------------- | ----- |
| 01   | James Hunt         | McLaren-Ford       | 2:30,11 | 190,900 km/h      | 01    |
| 02   | Carlos Reutemann   | Ferrari            | 2:30,18 | 190,811 km/h      | 02    |
| 03   | Mario Andretti     | Lotus-Ford         | 2:30,35 | 190,595 km/h      | 03    |
| 04   | Jochen Mass        | McLaren-Ford       | 2:30,36 | 190,583 km/h      | 04    |
| 05   | Carlos Pace        | Brabham-Alfa Romeo | 2:30,57 | 190,317 km/h      | 05    |
| 06   | Patrick Depailler  | Tyrrell-Ford       | 2:30,69 | 190,165 km/h      | 06    |
| 07   | John Watson        | Brabham-Alfa Romeo | 2:31,09 | 189,662 km/h      | 07    |
| 08   | Ronnie Peterson    | Tyrrell-Ford       | 2:31,63 | 188,986 km/h      | 08    |
| 09   | Clay Regazzoni     | Ensign-Ford        | 2:31,69 | 188,912 km/h      | 09    |
| 10   | Gunnar Nilsson     | Lotus-Ford         | 2:32,14 | 188,353 km/h      | 10    |
| 11   | Vittorio Brambilla | Surtees-Ford       | 2:32,19 | 188,291 km/h      | 11    |
| 12   | Tom Pryce          | Shadow-Ford        | 2:32,22 | 188,254 km/h      | 12    |
| 13   | Niki Lauda         | Ferrari            | 2:32,37 | 188,069 km/h      | 13    |
| 14   | Jacques Laffite    | Ligier-Matra       | 2:32,43 | 187,994 km/h      | 14    |
| 15   | Jody Scheckter     | Wolf-Ford          | 2:32,81 | 187,527 km/h      | 15    |
| 16   | Emerson Fittipaldi | Copersucar-Ford    | 2:32,94 | 187,368 km/h      | 16    |
| 17   | Ian Scheckter      | March-Ford         | 2:33,46 | 186,733 km/h      | 17    |
| 18   | Renzo Zorzi        | Shadow-Ford        | 2:34,62 | 185,332 km/h      | 18    |
| 19   | Ingo Hoffmann      | Copersucar-Ford    | 2:35,57 | 184,200 km/h      | 19    |
| 20   | Hans Binder        | Surtees-Ford       | 2:35,79 | 183,940 km/h      | 20    |
| 21   | Alex Ribeiro       | March-Ford         | 2:36,19 | 183,469 km/h      | 21    |
| 22   | Larry Perkins      | B.R.M.             | 2:42,22 | 176,649 km/h      | 22    |

### Rennen
| Pos. | Fahrer             | Konstrukteur       | Runden | Stopps | Zeit       | Start | Schnellste Runde |
| ---- | ------------------ | ------------------ | ------ | ------ | ---------- | ----- | ---------------- |
| 01   | Carlos Reutemann   | Ferrari            | 40     | 0      | 1:45:07,72 | 02    | 2:35,96          |
| 02   | James Hunt         | McLaren-Ford       | 40     | 1      | + 10,71    | 01    | 2:34,55 (21.)    |
| 03   | Niki Lauda         | Ferrari            | 40     | 0      | + 1:47,51  | 13    | 2:37,40          |
| 04   | Emerson Fittipaldi | Copersucar-Ford    | 39     | 1      | + 1 Runde  | 16    | 2:37,45          |
| 05   | Gunnar Nilsson     | Lotus-Ford         | 39     | 2      | + 1 Runde  | 10    | 2:36,13          |
| 06   | Renzo Zorzi        | Shadow-Ford        | 39     | 0      | + 1 Runde  | 18    | 2:41,96          |
| 07   | Ingo Hoffmann      | Copersucar-Ford    | 38     | 0      | + 2 Runden | 19    | 2:40,99          |
| –    | Carlos Pace        | Brabham-Alfa Romeo | 33     | 1      | DNF        | 05    | 2:36,84          |
| –    | Tom Pryce          | Shadow-Ford        | 33     | 0      | DNF        | 12    | 2:36,44          |
| –    | Hans Binder        | Surtees-Ford       | 32     | 0      | DNF        | 20    | 2:42,72          |
| –    | John Watson        | Brabham-Alfa Romeo | 30     | 0      | DNF        | 07    | 2:36,42          |
| –    | Jacques Laffite    | Ligier-Matra       | 26     | 0      | DNF        | 14    | 2:36,52          |
| –    | Patrick Depailler  | Tyrrell-Ford       | 23     | 1      | DNF        | 06    | 2:35,97          |
| –    | Mario Andretti     | Lotus-Ford         | 19     | 0      | DNF        | 03    | 2:35,70          |
| –    | Alex Ribeiro       | March-Ford         | 16     | 0      | DNF        | 21    | 2:41,78          |
| –    | Jochen Mass        | McLaren-Ford       | 12     | 0      | DNF        | 04    | 2:35,93          |
| –    | Ronnie Peterson    | Tyrrell-Ford       | 12     | 0      | DNF        | 08    | 2:36,51          |
| –    | Clay Regazzoni     | Ensign-Ford        | 12     | 0      | DNF        | 09    | 2:36,03          |
| –    | Vittorio Brambilla | Surtees-Ford       | 11     | 0      | DNF        | 11    | 2:38,25          |
| –    | Jody Scheckter     | Wolf-Ford          | 11     | 0      | DNF        | 15    | 2:37,11          |
| –    | Ian Scheckter      | March-Ford         | 1      | 0      | DNF        | 17    | 2:53,98          |
| –    | Larry Perkins      | B.R.M.             | 1      | 0      | DNF        | 22    | 3:15,30          |

## WM-Stände nach dem Rennen
Die ersten sechs des Rennens bekamen 9, 6, 4, 3, 2 bzw. 1 Punkt(e). Es zählten nur die besten acht Ergebnisse aus den ersten neun Rennen und die besten sieben Ergebnisse aus den letzten acht Rennen. In der Konstrukteurswertung zählte nur das Ergebnis des bestplatzierten Fahrers eines Teams.

### Fahrerwertung
| Pos. | Fahrer             | Konstrukteur       | Punkte |
| ---- | ------------------ | ------------------ | ------ |
| 01   | Carlos Reutemann   | Ferrari            | 13     |
| 02   | Jody Scheckter     | Wolf-Ford          | 9      |
| 03   | Carlos Pace        | Brabham-Alfa-Romeo | 6      |
| 04   | James Hunt         | McLaren-Ford       | 6      |
| 05   | Emerson Fittipaldi | Copersucar-Ford    | 6      |
| 06   | Niki Lauda         | Ferrari            | 4      |
| 07   | Mario Andretti     | Lotus-Ford         | 2      |
| 08   | Gunnar Nilsson     | Lotus-Ford         | 2      |
| 09   | Clay Regazzoni     | Ensign-Ford        | 1      |
| 10   | Renzo Zorzi        | Shadow-Ford        | 1      |
| 11   | Vittorio Brambilla | Surtees-Ford       | 0      |

| Pos. | Fahrer            | Konstrukteur       | Punkte |
| ---- | ----------------- | ------------------ | ------ |
| 12   | Ingo Hoffmann     | Copersucar-Ford    | 0      |
| –    | Ian Scheckter     | March-Ford         | 0      |
| –    | Tom Pryce         | Shadow-Ford        | 0      |
| –    | John Watson       | Brabham-Alfa-Romeo | 0      |
| –    | Alex Ribeiro      | March-Ford         | 0      |
| –    | Jacques Laffite   | Ligier-Matra       | 0      |
| –    | Patrick Depailler | Tyrrell-Ford       | 0      |
| –    | Jochen Mass       | McLaren-Ford       | 0      |
| –    | Ronnie Peterson   | Tyrrell-Ford       | 0      |
| –    | Hans Binder       | Surtees-Ford       | 0      |
| –    | Larry Perkins     | B.R.M.             | 0      |

### Konstrukteurswertung
| Pos. | Konstrukteur       | Punkte |
| ---- | ------------------ | ------ |
| 01   | Ferrari            | 13     |
| 02   | Wolf-Ford          | 9      |
| 03   | Brabham-Alfa Romeo | 6      |
| 04   | McLaren-Ford       | 6      |
| 05   | Copersucar-Ford    | 6      |
| 06   | Lotus-Ford         | 4      |
| 07   | Ensign-Ford        | 1      |

| Pos. | Konstrukteur | Punkte |
| ---- | ------------ | ------ |
| 08   | Shadow-Ford  | 1      |
| 09   | Surtees-Ford | 0      |
| –    | March-Ford   | 0      |
| –    | Ligier-Matra | 0      |
| –    | Tyrrell-Ford | 0      |
| –    | B.R.M.       | 0      |